# 自衛権
自衛権（じえいけん）とは、急迫不正の侵害を排除するために、武力をもって必要な行為を行う国際法上の権利であり、自己保存の本能を基礎に置く合理的な権利であると考えられてきた。国内法上の正当防衛権に対比されることもあるが、社会的条件の違いから国内法上の正当防衛権と自衛権が完全に対応しているわけでもない。
自国を含む他国に対する侵害を排除するための行為を行う権利を集団的自衛権といい、自国に対する侵害を排除するための行為を行う権利である個別的自衛権と区別する。

## 概説

### 沿革
歴史上、自衛権の概念は、1837年のカロライン号事件の処理において、イギリスが主張した抗弁の中で最初に援用された。カロライン号事件とは、イギリス領カナダで起きた反乱に際して、反乱軍がアメリカ合衆国船籍のカロライン号を用いて人員物資の運搬を行ったため、イギリス海軍がアメリカ領内でこの船を破壊した事件である。アメリカ側からの抗議に対し、イギリス側は、自衛権の行使である旨、抗弁の一つとして主張した。アメリカ側は、国務長官ダニエル・ウェブスターが、自衛権の行使を正当化するためには「即座に、圧倒的で、手段選択の余地がない」ことが必要であると主張し、本件についてこれらの要件が満たされていることについての証明を求めた。この自衛権行使に関する要件は「ウェブスター見解」と呼ばれる。
まず、第一次世界大戦後、自衛権の行使は、1928年（昭和3年）に締結された不戦条約（戰爭抛棄に關する條約、パリ不戦条約）の中で、禁止されるべき「戦争」から留保されると解された。そして、第二次世界大戦後の1945年（昭和20年）10月に発効した国際連合憲章（国連憲章）では、第51条に「個別的又は集団的自衛の固有の権利」が明記された。

### 国連憲章における自衛権
国際連合憲章51条は次のように定める。
第五十一条 この憲章のいかなる規定も、国際連合加盟国に対して武力攻撃が発生した場合には、安全保障理事会が国際の平和及び安全の維持に必要な措置をとるまでの間、個別的又は集団的自衛の固有の権利を害するものではない。この自衛権の行使に当って加盟国がとった措置は、直ちに安全保障理事会に報告しなければならない。また、この措置は、安全保障理事会が国際の平和及び安全の維持または回復のために必要と認める行動をいつでもとるこの憲章に基く権能及び責任に対しては、いかなる影響も及ぼすものではない。
このように、自衛権は国家の「固有の権利」と規定される。ただ、国際連合加盟国による集団安全保障体制の下では、その権利の行使は、国際連合安全保障理事会（国連安保理）の措置がとられるまでの時限的な権利とされている（なお憲章第7章参照）。
国連憲章第51条の「自衛権」の解釈については、多くの問題が生じているのも事実である。国家が武力行使をする際に最も頻繁にその適用が主張され、しかも、これらの主張に対して、例えば国連の安全保障理事会が必ずしも、明確な回答を与えていないという事情が存在するからである。さらに憲章51条等の解釈を巡っても、先制的自衛を容認しているか、自衛行為における釣合いの原則（比例適合性）の有効性について、あるいは武力攻撃の内容や守られるべき法益についても議論がなされている。

### 自衛権行使の要件と効果
自衛権の行使に当たっては、「ウェブスター見解」において表明された自衛権正当化の要件である「即座に、圧倒的で、手段選択の余地がない」ことを基礎に、その発動と限界に関する要件が次の3つにまとめられている。
1. 急迫不正の侵害があること（急迫性、違法性）
2. 他にこれを排除して、国を防衛する手段がないこと（必要性）
3. 必要な限度にとどめること（相当性、均衡性）

この要件に基づいて発動された自衛権の行使により、他国の法益を侵害したとしても、その違法性は阻却され、損害賠償等の責任は発生しない。
また、19世紀以来の国際慣習法の下、この三要件が満たされるならば、機先を制して武力を行使する「先制的自衛権」の行使も正当化されると解された。しかし、国連憲章では「武力攻撃が発生した場合」と規定されることから、この要件を厳格に解して、認められないとする見解も有力である。ちなみに、「武力攻撃が発生した場合」という日本語は日本の外務省による公定訳によるもの。国連憲章の公用語(当時は英語、仏語のみ)である英語では"If an armed attack occurs,..."となっており、過去形ではない。

### 日本政府による要件の解釈
日本政府は、先制攻撃が認められていないとの立場から、武力攻撃が発生し自衛権発動の3要件が満たされた場合、効果が生じるとの立場をとっているが、武力攻撃の着手時をもって、武力攻撃の発生があったと解しており、着手の有無は、諸般の事情を勘案し個別具体的に判断するとの基準を示している。

### 個別的自衛権と集団的自衛権
個別的自衛権とは、他国からの武力攻撃に対し、実力をもってこれを阻止・排除する権利である。これに対し集団的自衛権は、国連憲章において初めて明記された概念で、「自国と密接な関係にある外国に対する武力攻撃を、自国が直接攻撃されていないにもかかわらず、実力をもつて阻止する権利」と定義されることもある。すなわち、他国に対して武力攻撃があった場合に、自国が直接に攻撃されていなくても、実力を以って阻止・排除する権利である。
集団的自衛権の本質は、自衛権を行使している他国を援助して、これと共同で武力攻撃に対処するというところにあるが、自衛権の概念については、様々な見解も存在する。

## 自衛権の類型
国際連合憲章第51条は自衛権を「固有の権利」であると規定するが、国連憲章作成時に存在した慣習国際法には「武力攻撃が発生した場合以外にも行使できる自衛権が存在」し、それは同51条の「固有の権利」の中に読み込まれ、当然に行使できるとする解釈が存在する（許容的解釈説）一方、現実的に発生した武力行使に対してしか許されないとする解釈（制限的解釈説）が存在し、国連憲章発足以来対立が続いている。これにより、自衛権の行使についてはいくつかの類型が存在する。

### 武力攻撃とそれに至らない武力行使に対する自衛権の行使について
国連憲章第51条は自衛権発動の要件を"If an armed attack occurs,..."と、「武力攻撃（armed attack）」が発生した事を自衛権発動の要件としているが、武力攻撃とは何かを規定していない。これにより、国連憲章第2条4項武力不行使原則で禁止している「武力の威嚇又は行使（the threat or use of force）」と「武力攻撃（armed attack）」が同一の物かという議論が生起した。この解釈如何によっては、武力攻撃に該当しない武力行使が発生した時、自衛権の行使が許されないという事態が生じ得ると論じられてきた。
これに対し、国際司法裁判所はニカラグア事件において、下記に例示する武力の行使を自衛権行使が容認される「最も重大な形態の武力の行使（武力攻撃）」と容認されない「武力攻撃に至らない武力の行使」とに区別した。

#### 最も重大な形態の武力の行使（武力攻撃）
- いわゆる国連憲章第51条の「武力攻撃」に該当する武力の行使であるとし、「正規軍による越境軍事攻撃」や「正規軍の越境攻撃に匹敵するほどの武力行為を行う武装集団等の派遣・援助等」を例示している。
- これに対しては被害国による個別的自衛権の行使に加え、第三国による集団的自衛権の行使が許されるとした。ただし、集団的自衛権の行使については被害国の「被害の発生宣言」及び「援助要請」が必要と判決された[20]。

#### 武力攻撃に至らない武力の行使
- 国連憲章第51条の「武力攻撃」に該当しない武力の行使であり、「武器や兵站物資の提供による、正規軍の越境攻撃に匹敵しない程度の叛徒への支援」などが例示されている。
- これに対しては、集団的自衛権の行使は「許されない」としたうえで、「被害国による均衡性のとれた対抗措置」は可能と判じられた。「対抗措置」の内容・程度についてはICJは判決を避けており、武力攻撃に至らない武力の行使に対し被害国が武力を行使可能かどうか（個別的自衛権の発動が可能かどうか）については学説上の争いが存在する[21]。
- また、「武力攻撃に至らない武力の行使」が連続して発生した場合に、これが累積して武力攻撃に認定され得る累積理論（Accumulation of Events Theory）という学説が存在し、これの支持が増加しているものの、安保理決議やICJにおいて明確に肯定された事はない[21][22]。

### 武力攻撃の発生が予測・切迫される場合の自衛権発生の時期について

#### 予防的自衛
- 予防的自衛（preventive self-defense）とは、「武力攻撃の脅威が明確でなく、切迫していない段階で自衛権を行使する」という、先制的自衛、迎撃的自衛とは区別される概念であり、アメリカ同時多発テロ事件の発生を受けてアメリカ合衆国大統領（当時）ジョージ・W・ブッシュが発表したブッシュ・ドクトリンの基幹となる概念である。
- ブッシュ・ドクトリンにおいて「発生しつつある脅威に対して、それが十分に明確になる前に行動する」[23]と発表した。しかしながら、この予防的自衛の考えを肯定する意見は少ない[24]。

#### 先制的自衛
- 先制的自衛（anticipatory self-defense 又はpreemptive self-defense）とは、「武力攻撃の発生が真に急迫している場合に、その発生前に自衛権を行使する」概念であり、武力攻撃が急迫していない段階で攻撃を行う予防的自衛、予防攻撃とは区別される。このうち、anticipatory self-defenseは相手の武力攻撃発生以前の自衛権行使全般を指し、preemptive self-defenseは急迫した武力攻撃に対する自衛行為を指す場合が多いが、これについては明確な定義が確立されておらず、論者により異なる点に留意が必要である[25]。
- 下記の「迎撃的自衛」との相違は、相手方の武力攻撃が発生した前か後かという点であり、相手方の同一の行動（一例として、爆撃機が作戦実行地点に向け飛行中である場合[26]）について「武力攻撃の発生前だが自衛権を行使する」と解釈するか「武力攻撃が発生したので自衛権を行使する」と解釈するかで、実際の自衛権行使のタイミングについては重なる場合も存在する
- 武力紛争法を専門とする国際法学者マイケル・N・シュミット (Michael N. Schmitt) は、先制的自衛権行使の要件として「実行可能な最後の機会(last feasible window of opportunity)」という、「今この瞬間に対処しなければ、事後の国家防衛が困難になる」というレッドラインを提唱している[27][28]。
- また、元英外務省法律顧問で法廷弁護士のダニエル・ベツレヘム (Daniel Bethlehem) は、「敵対者の武力攻撃が切迫しているか否か」の評価基準として、下記に示す「ベツレヘム原則」を提唱した[29]。これはイギリスおよびアメリカにおいても武力攻撃の切迫性の判断基準として参考とされている[30][31]。

(1) 脅威の性質と急迫性はどうか
(2) 攻撃の発生する蓋然性は高いか低いか
(3) 予期される攻撃は継続的な軍事活動の一致したパターンの一部か否か
(4) 予期される攻撃の規模とそれに対する行動がとられない場合に生じるであろう被害、損失あるいは損害は
(5) より低度の付随的被害、損失あるいは損害が想定される効果的な自衛行動をとる他の機会の可能性は無いのか
- アメリカ同時多発テロ事件以降、急迫する武力攻撃に対する自衛権の行使を支持する国家が増加傾向にあるものの、それに反対する国家も少なくなく、国際法上確立された概念とは言い難いのが現状である[29]。

#### 迎撃的自衛
- 迎撃的自衛(interceptive self-defense)とは、イスラエルの国際法学者であり戦時国際法の権威であるヨーラム・ディンシュタイン (Yoram Dinstein) 教授が提唱した概念[32]であり、「国家が自衛権を行使するにあたり、現実の被害が発生してからでなければならないというのは不合理である」という考えから、国連憲章第51条の武力攻撃の「発生」を広く解釈し、「敵対勢力が攻撃への不可逆的な軍事行動に着手した（committed itself to an armed attack in an ostensibly irrevocable way）」時点を「初期の武力攻撃(incipient armed attack)」と認定し、これに対して自衛権を行使するという考えであり、日本政府が採用した「着手論」に類似する国際法上の考えである[33]。
- 現実に被害が発生する前に自衛権を行使するという点では先制的自衛権と基本的に同一であるが、先制的自衛が「武力攻撃の発生が真に急迫している場合に、その発生前に自衛権を行使する」[25]概念である一方、迎撃的自衛は「既に引き金が引かれ、武力攻撃が発生し、しかしまだ被害が発生していない」段階で自衛権を行使する[32]という点で違いがある。
- ディンシュタインは具体例として「発射前後のICBMへの対応」や「真珠湾攻撃に向かう途中の艦隊に対する迎撃」を例示しており、「日本海軍の真珠湾攻撃第一波空中攻撃隊が発艦し、爆弾を投下する前に迎撃する事」は迎撃的自衛であるとし、また「日本海軍が出航してから第一波空中攻撃隊発艦までの間に迎撃する事」もまた（先制的自衛に近いものの）迎撃的自衛であるとした。一方、仮に日本海軍が真珠湾攻撃に向け出港する前にアメリカが攻撃を加えたならばそれはアメリカ側の「予防攻撃」になるとしている[32]。
- 武力攻撃がいつ発生し、どのタイミングで自衛権を行使できるかについては国際連合総会第6委員会第282回会合（1952年1月7日～1月21日）においても「真珠湾攻撃に向かう日本海軍に対しアメリカ合衆国はどの段階で自衛権を行使できるか」と議論されており[34]、一例として「夜、他者の家の塀によじ登る侵入者を家主が射殺したとしても、侵入者に危害意思が無いと立証されない限り家主が罪に問われることは無い」として、真珠湾攻撃に向かう日本艦隊を公海上で米軍が迎撃したとしても米国は侵略者とみなされず自衛行為とされる、と米ソ両国で共通見解が得られている[35]。これにより、「実害が生じた時点ではないが、単に攻撃のおそれがある場合でもなく、武力攻撃の目的をもった軍事行動が現実に開始されたとき」に武力攻撃の発生が認められるとされ[36]、これについて「ニイタカヤマノボレ」の暗号が発された瞬間にアメリカが自衛権を行使できると解されている[37]。
- いずれにしても、国際司法裁判所のオイル・プラットフォーム事件（英語: Oil Platforms case）審理において「自衛権を行使する側が、敵対勢力からの武力攻撃があったことを証明しなければならない」と判決されているため[26][38]、迎撃的自衛に基づき自衛権を行使するためには「自国に対する攻撃の意図は明確である」という証拠を収集し、さらにどのような攻撃手段（どこに配備した何の種類のミサイルか等）を使用するのかまで明確に証明できる場合に限られるとされる[33]。

### 非国家主体に対する自衛権について
- 国際連合憲章第51条は自衛権の発動条件を「武力攻撃が発生した時」と規定しているが、武力攻撃が「国家」によるものなのか、反政府勢力やテロリストのような「非国家主体（non-state actor）」によるものも含むのかについて明確な記述はない」[24]。これに対して、9.11の米同時多発テロを受けて採決された安保理決議1368及び安保理決議1373[39]において、テロ攻撃に対する「個別的又は集団的自衛の固有の権利」が認められた。
- しかしながら、「非国家主体」が所在する国家主体[注釈 2]がその武力攻撃に直接関与している場合は当該領域国の武力攻撃と見なせるため問題ない[注釈 3]ものの、当該非国家主体がその所在する国家主体の国家意思に反して武力攻撃を実施した場合、当該非国家主体に対する被害国の自衛権行使は武力攻撃に無関係な国家主体に対する武力の行使になるという点で、自衛権が正当化される得るかという問題が生じる[40]。これに対しては国際司法裁判所も含めて明確な回答を与えておらず、「非国家主体が実施した武力攻撃が、当該国家主体に帰属する事が条件である」と判断したにとどまり、当該国家主体領域内の当該非国家主体に対して限定して実施される武力の行使は必ずしも否定されていない[24]。
- また、多国籍にまたがるテロ組織ISILに対する各国の軍事活動において、非国家主体及びその所在する国家主体に対する自衛権の行使を正当化する条件として、「その所在する国家主体が、非国家主体の違法な武力攻撃に対し対応する『能力及び意思が欠如（nuable or unwilling）する場合』」が挙げられるようになりつつあるものの、必ずしも慣習国際法として確立したと断言できるまでには至っていない[41][42]。